# Serie A 1939/1940
Soutěžní ročník Serie A 1939/1940 byl 40. ročník nejvyšší italské fotbalové ligy a 11. ročník pod názvem Serie A. Konal se od 17. září 1939 do 2. června 1940. Soutěž vyhrál popáté ve své klubové historii Ambrosiana-Inter.
Nejlepší střelec této sezony se stal opět italský fotbalista Aldo Boffi (Milán), který vstřelil 24 branek a vyhrál tak již podruhé za sebou střelecký titul.

## Události

### Před sezonou
Velkou událostí léta roku 1939 byla, že nejpopulárnější fotbalista Itálie Giuseppe Meazza se kvůli krevní sraženině levé nohy, se nemohl zúčastnit a tak zůstal mimo základní sestavy Ambrosiany. Obhájci titulu z minulé sezony z Boloně se neposílili a navíc se museli obejít bez Fedulla, který odešel domů do Uruguaye. Milán se posílil o Chizza a Pasinatiho (Triestina). Naopak do 2. ligy odešel Capra (Lucchese). Římané natrvalo získali Amadeie (Atalanta), ale nechali odejít Ferrarise do druholigové Catanie a ikonu klubu Bernardiniho, který odešel do třetiligového klubu MATER. Do Janova přišel brankář Ceresoli (Boloňa). Naopak s klubem se rozešel Arcari, který se rozhodl odejít do třetiligového Cremonese. Velký talent Valentino Mazzola (Alfa Romeo) podepsal smlouvu s Benátkama, ale za klub začal hrát až od jara 1940. Velké změny byli v Juventusu, které skončilo v minulé sezoně až na 8. místě a tak vyměnilo trenéra Rosettu za Caligarise. Jedinou zvučnou posilu byl Viani (Livorno) a také 17letý talent Carlo Parola. Stále lepšící se Turín se posílil o Marchiniho (Lazio) a také o 18 letého Ossolu (Varese), který stal 50 000 lir. Fotbalovou kariéru ukončil dvojnásobný mistr světa Eraldo Monzeglio (Řím) a také mistři světa Luis Monti (Juventus) a Luigi Allemandi (Lazio).

### Během sezony
Prvních 8. kol vedl tabulku nováček soutěže z Benátek, také Triestina si vedla ze začátku dobře. Od 11. kola vedla ligu Boloňa a v polovině soutěže vedla o jeden bod před Ambrosianou a Janovem, dva body na něj ztrácelo Lazio a Milán. Ve 26. kole Boloňa prohrála s Juventusem a do čela se dostalo Nerazzurri, které porazilo Janov. Dvě kola před koncem Nerazzurri prohráli s Novarou a Boloňa se na ně dotáhla na jeden bod. V posledním kole se oba střetli mezi sebou dne 2. června na stadionu Arena Civica v Miláně. Utkání rozhodl jedinou brankou Pietro Ferraris a tak titul získal po dvou letech Ambrosiana-Inter, celkem již pátý. Třetí místo získal Juventus, který ztratil osm bodů na mistra.
O sestup se také vyřešil v posledním kole. Modena jen remizovala a skončila tak poslední. O druhém sestupujícím vzešlo pravidlo koeficient vstřelených a obdržených branek. Tři kluby měly shodný počet bodů:Fiorentina, Neapol a Liguria, která měla horší koeficient a po šesti letech sestoupila o ligu níž.

## Účastníci
| Klub             | Město     | Stadion                 | Trenér                                                                       | Nejlepší střelec                       |
| ---------------- | --------- | ----------------------- | ---------------------------------------------------------------------------- | -------------------------------------- |
| Ambrosiana-Inter | Milán     | Arena Civica            | Tony Cargnelli                                                               | Umberto Guarnieri (15)                 |
| Bari             | Bari      | Stadio della Vittoria   | András Kuttik (1.–10. kolo) Raffaele Costantino (11.–21. kolo) Luigi Ferrero | Lino Begnini (9)                       |
| Benátky          | Benátky   | Stadio Pier Luigi Penzo | Giuseppe Girani                                                              | Giovanni Alberti (10)                  |
| Boloňa           | Boloňa    | Stadio Littoriale       | Hermann Felsner                                                              | Héctor Puricelli, Carlo Reguzzoni (14) |
| Fiorentina       | Florencie | Stadio Giovanni Berta   | Rudolf Soutschek (1.–16. kolo) Giuseppe Galluzzi                             | Romeo Menti (9)                        |
| Janov            | Janov     | Stadio Luigi Ferraris   | William Garbutt                                                              | Ugo Conti (13)                         |
| Juventus         | Turín     | Stadio Benito Mussolini | Umberto Caligaris                                                            | Guglielmo Gabetto (12)                 |
| Lazio            | Řím       | Stadio Nazionale        | Géza Kertész                                                                 | Silvio Piola, Silvestro Pisa (9)       |
| Liguria          | Janov     | Stadio del Littorio     | Ferenc Hirzer (1.–9. kolo) Pietro Colombati                                  | Angelo Bollano (7)                     |
| Milán            | Milán     | Stadio San Siro         | József Bánás a József Viola                                                  | Aldo Boffi (24)                        |
| Modena           | Modena    | Stadio Cesare Marzari   | József Ging (1.–14. kolo) Alfredo Notti                                      | Vittorio Sentimenti (10)               |
| Novara           | Novara    | Stadio del Littorio     | Carlo Rigotti                                                                | Marco Romano (8)                       |
| Neapol           | Neapol    | Stadio Partenopeo       | Adolfo Baloncieri                                                            | Carlo Alberto Quario (9)               |
| Řím              | Řím       | Campo Testaccio         | Guido Ara (1.–26. kolo) Alfréd Schaffer                                      | Miguel Ángel Pantó (10)                |
| Turín            | Turín     | Stadio Filadelfia       | Angelo Mattea (1.–12. kolo) András Kuttik                                    | Danilo Michelini (10)                  |
| Triestina        | Terst     | Campo del Littorio      | Luis Monti                                                                   | Guglielmo Trevisan (9)                 |

## Tabulka
| Poř. | Tým              | Z  | V  | R  | P  | VG | OG | B  |
| ---- | ---------------- | -- | -- | -- | -- | -- | -- | -- |
| 1.   | Ambrosiana-Inter | 30 | 20 | 4  | 6  | 56 | 23 | 44 |
| 2.   | Boloňa           | 30 | 16 | 9  | 5  | 44 | 23 | 41 |
| 3.   | Juventus         | 30 | 15 | 6  | 9  | 45 | 40 | 36 |
| 4.   | Lazio            | 30 | 12 | 11 | 7  | 44 | 36 | 35 |
| 5.   | Janov            | 30 | 14 | 5  | 11 | 56 | 47 | 33 |
| 6.   | Turín            | 30 | 13 | 7  | 10 | 47 | 41 | 33 |
| 7.   | Řím              | 30 | 11 | 7  | 12 | 28 | 31 | 29 |
| 8.   | Milán            | 30 | 10 | 8  | 12 | 46 | 38 | 28 |
| 9.   | Novara           | 30 | 12 | 3  | 15 | 27 | 35 | 27 |
| 10.  | Benátky          | 30 | 10 | 7  | 13 | 34 | 46 | 27 |
| 11.  | Bari             | 30 | 9  | 9  | 12 | 33 | 46 | 27 |
| 12.  | Triestina        | 30 | 10 | 6  | 14 | 38 | 43 | 26 |
| 13.  | Fiorentina       | 30 | 9  | 6  | 15 | 37 | 48 | 24 |
| 14.  | Neapol           | 30 | 9  | 6  | 15 | 26 | 41 | 24 |
| 15.  | Liguria          | 30 | 7  | 10 | 13 | 25 | 44 | 24 |
| 16.  | Modena           | 30 | 7  | 8  | 15 | 39 | 43 | 22 |

Poznámky
- Z = Odehrané zápasy; V = Vítězství; R = Remízy; P = Prohry; VG = Vstřelené góly; OG = Obdržené góly; B = Body
- za výhru 2 body, za remízu 1 bod, za prohru 0 bodů.
- při rovnosti bodů se rozhodovalo na základě poměru gólů (vstřelené góly ÷ obdržené góly).

|  | Mistr ligy        |
|  | Sestup do Serie B |

## Statistiky

### Výsledková tabulka
|            | Ambrosiana | Bari | Benátky | Boloňa | Fiorentina | Janov | Juventus | Lazio | Liguria | Milán | Modena | Novara | Neapol | Řím | Turín | Triestina |
| ---------- | ---------- | ---- | ------- | ------ | ---------- | ----- | -------- | ----- | ------- | ----- | ------ | ------ | ------ | --- | ----- | --------- |
| Ambrosiana | –          | 0:0  | 2:1     | 1:0    | 3:0        | 2:1   | 4:0      | 4:0   | 1:0     | 0:3   | 2:1    | 1:0    | 4:0    | 3:0 | 5:1   | 5:1       |
| Bari       | 3:0        | –    | 2:1     | 1:1    | 2:1        | 0:1   | 2:1      | 1:5   | 1:1     | 2:0   | 1:0    | 1:0    | 1:0    | 0:0 | 2:2   | 2:2       |
| Benátky    | 2:1        | 2:1  | –       | 1:1    | 2:0        | 2:6   | 1:1      | 2:1   | 2:1     | 0:2   | 4:0    | 3:1    | 2:0    | 2:2 | 2:1   | 3:1       |
| Boloňa     | 0:0        | 2:0  | 3:1     | –      | 3:2        | 5:3   | 1:0      | 3:1   | 2:0     | 1:0   | 1:0    | 3:0    | 1:1    | 1:0 | 3:1   | 2:0       |
| Fiorentina | 0:3        | 1:1  | 3:1     | 1:0    | –          | 1:1   | 0:0      | 2:3   | 4:0     | 1:0   | 3:2    | 2:2    | 2:0    | 1:0 | 3:2   | 1:0       |
| Janov      | 2:2        | 3:0  | 3:1     | 1:2    | 3:0        | –     | 3:2      | 4:0   | 2:0     | 1:1   | 0:3    | 5:3    | 2:0    | 0:0 | 1:0   | 1:0       |
| Juventus   | 1:0        | 6:2  | 1:0     | 1:0    | 3:2        | 3:1   | –        | 3:1   | 4:0     | 2:2   | 1:0    | 1:0    | 2:1    | 1:1 | 1:1   | 2:6       |
| Lazio      | 1:1        | 0:1  | 1:0     | 2:2    | 1:1        | 4:1   | 4:0      | –     | 2:2     | 2:2   | 1:1    | 1:0    | 2:0    | 1:0 | 2:1   | 1:1       |
| Liguria    | 0:2        | 1:0  | 0:0     | 1:1    | 2:1        | 2:1   | 0:2      | 0:0   | –       | 0:2   | 1:1    | 1:0    | 2:0    | 1:0 | 2:1   | 1:1       |
| Milán      | 1:3        | 4:0  | 2:1     | 0:2    | 3:1        | 2:2   | 1:2      | 0:2   | 1:1     | –     | 4:0    | 0:2    | 3:0    | 3:0 | 1:3   | 0:0       |
| Modena     | 1:2        | 3:0  | 2:2     | 0:0    | 3:0        | 1:4   | 1:2      | 1:1   | 1:1     | 2:2   | –      | 4:1    | 0:0    | 1:0 | 1:2   | 2:1       |
| Neapol     | 0:1        | 1:1  | 2:0     | 1:1    | 2:1        | 3:1   | 0:0      | 1:1   | 3:2     | 1:4   | 1:0    | –      | 2:1    | 0:1 | 3:1   | 3:1       |
| Novara     | 1:0        | 1:0  | 2:0     | 0:0    | 2:1        | 3:1   | 1:0      | 0:0   | 1:0     | 1:0   | 1:0    | 0:1    | –      | 1:0 | 0:1   | 2:1       |
| Řím        | 1:2        | 4:2  | 0:2     | 2:0    | 0:0        | 2:0   | 3:1      | 1:0   | 2:2     | 3:1   | 1:0    | 1:0    | 3:1    | –   | 0:0   | 1:0       |
| Turín      | 0:1        | 2:2  | 0:0     | 2:1    | 2:1        | 3:1   | 1:2      | 0:1   | 3:0     | 2:1   | 4:3    | 1:0    | 1:0    | 4:0 | –     | 3:1       |
| Triestina  | 2:1        | 1:0  | 0:0     | 0:2    | 2:1        | 0:1   | 1:0      | 2:3   | 3:1     | 1:1   | 4:1    | 2:0    | 2:0    | 1:0 | 2:2   | –         |

### Střelecká listina
| Pořadí | Jméno               | Klub             | Branky |
| ------ | ------------------- | ---------------- | ------ |
| 1.     | Aldo Boffi          | Milán            | 24     |
| 2.     | Umberto Guarnieri   | Ambrosiana-Inter | 15     |
| 3.     | Hector Puricelli    | Boloňa           | 14     |
| 3.     | Carlo Reguzzoni     | Boloňa           | 14     |
| 4.     | Ugo Conti           | Janov            | 13     |
| 5.     | Guglielmo Gabetto   | Juventus         | 12     |
| 5.     | Attilio Demaría     | Ambrosiana-Inter | 12     |
| 7.     | Bruno Arcari        | Janov            | 11     |
| 8.     | Miguel Ángel Pantó  | Řím              | 10     |
| 8.     | Giovanni Alberti    | Benátky          | 10     |
| 8.     | Danilo Michelini    | Turín            | 10     |
| 8.     | Vittorio Sentimenti | Modena           | 10     |

## Vítěz
| Serie A Vítěz pro rok 1939/40 |
| ----------------------------- |
| FC Inter Milán                |
|                               |